# Vega (foguetão)
Vega, que recebeu o nome da estrela Vega, é um foguetão desenvolvido em cooperação entre a Agência Espacial Italiana e a Agência Espacial Europeia desde 1998, tendo o seu primeiro voo ocorrido a 13 de Fevereiro de 2012 a partir da base espacial da Guiana Francesa, onde os dispositivos de lançamento do Ariane 1 foram adaptados para o Vega. Os países que contribuem para este projecto são a Bélgica (5,63%), a Espanha (5%), a França (12,43%), os Países Baixos (3,5%), a Itália (65%), a Suíça (1,34%) e a Suécia (0,8%).
O Vega foi desenhado para o segmento de pequenas cargas (tipicamente satélites artificiais de pequenas dimensões) colocadas em órbitas polares baixas (700 km). É constituído por três módulos de combustível sólido, um módulo superior de combustível líquido e o módulo de carga. Os módulos de combustível sólido são o P80 (com 88 toneladas de combustível) e cuja tecnologia irá ser utilizada no Ariane 5, o Z23 ou Zefiro23 (com 23 toneladas de combustível) e o Z9 ou Zefiro9 (com 10 toneladas de combustível). Estes módulos de propulsão sólida beneficiam da experiência europeia na propulsão sólida com o Zefiro16 que realizou já vários testes com sucesso. O módulo de combustível líquido, de seu nome AVUM (Altitude and Vernier Upper Module), é constituído pela parte de propulsão e pela parte de Controlo. O módulo de carga, que pode levar um volume de carga de até 20 m³, é constituído pelo sistema de adaptação de carga, e pelo sistema de protecção de carga, que consiste em duas peças em forma de concha que protegem a carga durante a fase de ascensão e que são descartadas assim que se sai da atmosfera terrestre.

## Características
- Altura - 30 metros.
- Diâmetro - 3 metros.
- Peso na Descolagem - 137 toneladas.
- Carga máxima - 1 500 kg.